# Invisible Children (песня)
«Invisible Children» — песня американского диджея KSHMR и австралийской диджея Tigerlily. Она была выпущена 16 сентября 2016 года лейблом Spinnin' Records.

## Предыстория
KSHMR рассказал о сотрудничестве, сказав: «Tigerlily сначала отправила идею Tiësto, который предложила мне с ней поработать над ней вместе». Название относится к «детям из трущоб», которые, по словам KSHMR, находятся в местах, где «бедность настолько широко распространена, что люди начинают переставать замечать».
Израильский музыкант Jango обвинил песню в плагиате песни «IndiRasta». Тем не менее, KSHMR опроверг эти обвинения, утверждая, что они просто использовали один и тот же вокальный образец, и он не знал о песне Jango. Сам Jango также отрицал, что KSHMR скопировал его работу: «файл проекта, который, по вашему мнению, „tigerlily украла“ у меня, — это одна большая чушь ==. Это просто огромное совпадение … проект был на моём компьютере всё время, и никто его не украл, хотя было бы круто, если бы kshmr действительно понравилась идея, и он сделал её лучше. Спасибо всем за то, что защищаете меня, ребята, вы лучшие»[sic].

## Чарты
| Чарт (2016)    | Высшая позиция |
| -------------- | -------------- |
| Франция (SNEP) | 178            |